# Claire Nouvian
Claire Nouvian (Bordeaux, 19 de marzo de 1974) es una activista medioambiental francesa, además de periodista, productora televisiva, directora de cine y dirigente de ONG.

## Trayectoria
Nouvian nació en Bordeaux. Después de estudiar periodismo, se comprometió con la defensa del océano y de la vida marina.
En 2018, tras una importante investigación que desvelaba que las redes de arrastre han extraído en 60 años 25 millones de toneladas de peces de aguas profundas, Nouvian dirigió una campaña contra este tipo de pesca, considerada de las más destructivas. Junto a otros activistas, presionó a Intermarché, una gran cadena de supermercados de Francia, propietaria de una flota que realizaba estas prácticas. Finalmente, el gobierno francés prohibió ese tipo de pesca, y se unió a la decisión el resto de la Unión Europea.

## Reconocimientos
En 2012, Nouvian fue reconocida con el Trophée des femmes en or, un premio creado en 1993 para recompensar a las mujeres cuyo éxito durante el último año es un ejemplo y una fuente de inspiración. Algunos años después, en 2018, recibió el Premio Medioambiental Goldman, que se concede anualmente como recompensa a quienes defienden la naturaleza y el medio ambiente. Con este galardón, Nouvian se convirtió en la segunda persona francesa en recibir el premio después de la bióloga Christine Jean, que lo obtuvo en 1992.

## Obra
- 2007 – Criaturas abisales. La Esfera de los Libros. ISBN 978-8497346757.[9]
- 2009 – L'âge bleu : Sauver l'océan. De Anne Defréville con prólogo de Claire Nouvian. ISBN 978-2283032435.